# 高選鋒

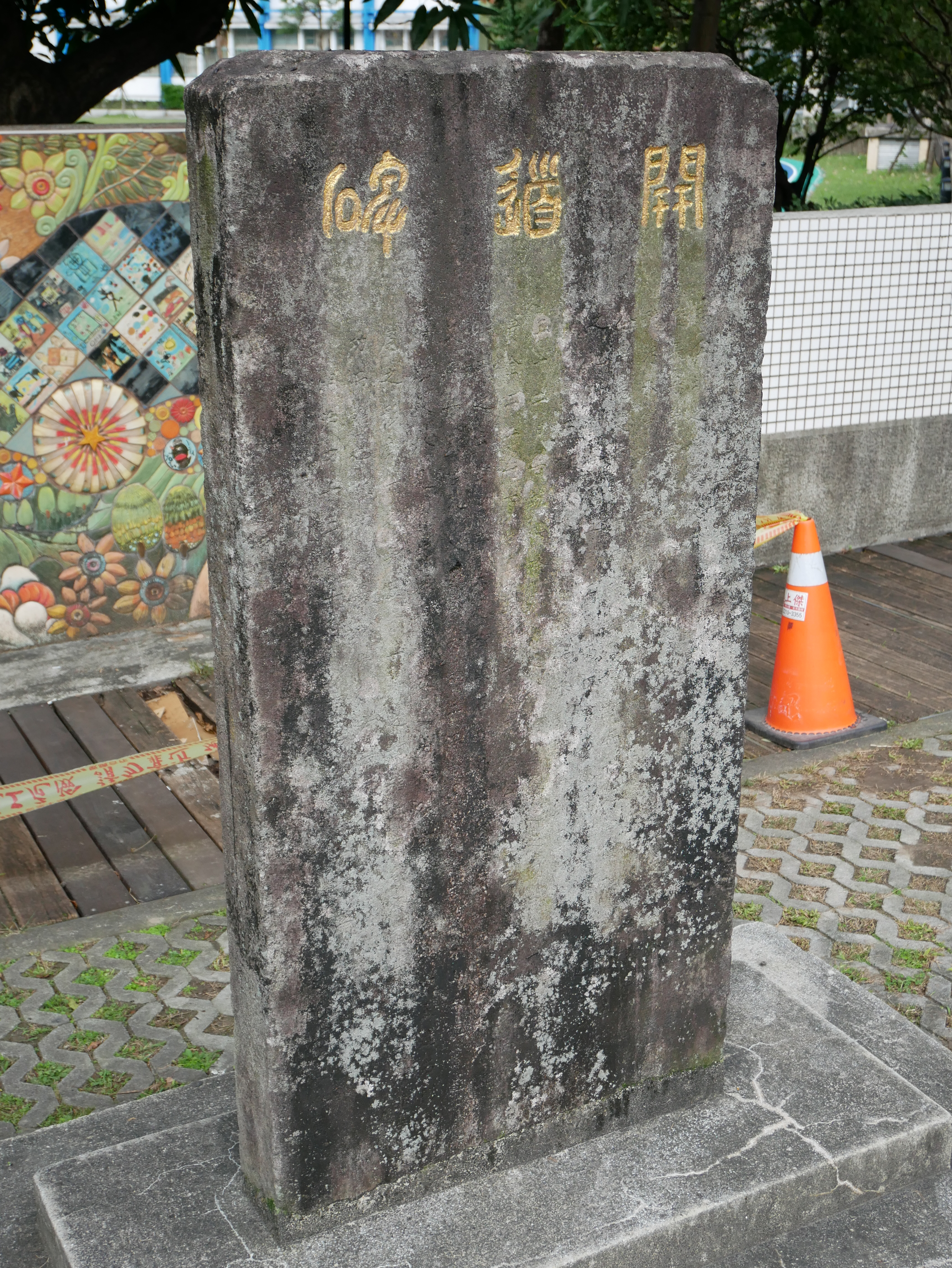
高選鋒所撰之〈開道碑〉

高選鋒（1856年8月30日—1944年），字穉英，號拔庵，亦號醒齋，原籍福建安溪，臺灣興雅莊二張人，清代舉人。

## 家族
其父為高毓文，原籍泉州安溪，道光年間曾在臺灣做生意。

## 生平
高選鋒出生於咸豐六年（1856年）八月初一日，光緒十二年（1886年）考取台北府學第二名，時年31歲。1895年乙未戰爭爆發，清朝簽訂馬關條約，宣布台澎地區割讓給日本，高選峰不願接受異族統治，曾訓練民兵對抗日軍，但失敗，於是舉家遷居安溪老家，並於廈門創辦紫陽書院。光緒二十八年（1902年）中舉第二十三名。1912年中華民國成立，擔任紫陽國小校長，之後被推選為中華民國參議院議員，然因不滿袁世凱稱帝，便辭去官位，後返鄉，不再擔任任何官職。1944年逝世，享壽88歲。